# Вінсент Субраманіам
Вінсент Субраманіам (англ. Vincent Subramaniam; нар. 28 січня 1955, Сінгапур) — сінгапурський футбольний тренер.

## Кар'єра тренера
Закінчив школу Вікторія в Сінгапурі. Самостійну тренерську кар'єру розпочав 1996 року в армійській команді «Сінгапур Армід Форсез», де працював до 1998 року. З 1998 по 2001 рік очолював національну збірну Сінгапуру. У 2007 році тренував «Гоум Юнайтед». У 2010 році призначений головним тренером «Черчілл Бразерс», в якому працював до 2011 року. Наразі останнім місцем роботи Вінсента був сінгапурський клуб «Янг Лайонз».

## Особисте життя
Вінсент Субраманіам — колишній сержант штабу Збройних сил Сінгапуру. 

## Досягнення

### Як тренера
«Сінгапур Армід Форсез»
- С.Ліга
  -  Чемпіон (2): 1997, 1998

### Індивідуальні
- Найкращий тренер С.Ліги (2): 1996, 1997
- Азіатський тренер місяця: липень 1997 року[4]